# Aloysia Weber
Aloysia Weber, nata Maria Aloysia Weber Antonia (Zell im Wiesental, 1760 – Vienna, 8 giugno 1839), è stata un soprano tedesco.
È ricordata soprattutto per la sua collaborazione con il compositore Wolfgang Amadeus Mozart.

## Biografia
Nata a Zell Im Wiesenthal, Aloysia Weber fu una delle quattro figlie della famiglia Weber. Sua madre era Cäcilia Weber, nata Stamm, mentre suo padre, Fridolin Weber, lavorava come suggeritore e copista di musica. Le sue tre sorelle erano il soprano Josepha Weber, che fu la prima interprete della Regina della Notte nel Flauto Magico, Constanze Weber, la moglie di Mozart, e Sophie Weber. Era cugina di primo grado del compositore Carl Maria von Weber.
Poco dopo la sua nascita, la famiglia si trasferì a Mannheim, dove Aloysia crebbe; nel 1778 si trasferì a Monaco, dove ebbe luogo il suo debutto operistico. Nel gennaio 1778 cantò in tre concerti con Wolfgang Amadeus Mozart a Kirchheimbolanden per Carolina d'Orange-Nassau, in febbraio fu Amalie in Der Kaufmann von Smyrna di Georg Joseph Vogler ed in marzo tenne a battesimo la prima assoluta dell’Aria K 294 Alcandro, lo confesso, Non so d'onde viene di Mozart, scritta per lei, nella residenza di Christian Cannabich.
Il suo stipendio al Teatro di Corte era di 1000 fiorini all’anno; suo padre ne guadagnava 600. L’anno seguente venne ingaggiata a Vienna a cantare nel Singspiel Nazionale, un progetto dell’Imperatore Giuseppe II; la famiglia si mosse a Vienna nel settembre di quell’anno, dove il padre lavorò come bigliettaio, morendo improvvisamente solo un mese dopo il loro arrivo.
La Weber proseguì in una carriera alquanto di successo a Vienna per una ventina d’anni. Nell’ottobre del 1780 sposò Joseph Lange, un attore del Theater am Kärntnertor, il quale era anche un pittore dilettante (dipinse successivamente un noto ritratto di Mozart).

Ritratto incompiuto di Mozart realizzato da Joseph Lange (1782-1783)

Per Lange questo fu il secondo matrimonio, dato che la prima moglie era morta nel 1779. Essendo Aloysia la principale fonte di reddito della famiglia, Lange fu d'accordo nel pagare alla madre della cantante un anticipo di 900 fiorini e di fornirle la somma di 700 fiorini annui.
Nel 1782 si trasferì al Burgtheater per cantare l'opera italiana. Questa posizione durò solo otto mesi in quanto la Weber divenne presto persona “non grata” per il teatro a causa di disaccordi circa il salario e i ruoli assegnatele, nonché per alcune esibizioni mancate. Ad ogni modo nel gennaio 1783, nella Großer Redoutensaal del Burgtheater di Vienna, fu protagonista di un'altra prima esibizione di aria da concerto mozartiana, la K 416 Mia speranza adorata, Ah non sai qual pena sia (in marzo canterà nuovamente, sempre al Burgtheater, Alcandro, lo confesso). In giugno apparve, con Valentin Adamberger, al Burgtheater ne Il curioso indiscreto di Pasquale Anfossi nel ruolo di Clorinda, occasione per la quale Mozart le scrisse ad hoc delle arie sostitutive, la K 418 Vorrei spiegarvi, oh Dio e la K 419 No, no chè non sei capace.
In seguito continuò a cantare al Kärntnertor nonché in ruoli occasionali al Burgtheater. Nel febbraio 1786 fu la creatrice del ruolo di madame Herz nella prima assoluta privata di Der Schauspieldirektor con Caterina Cavalieri al Castello di Schönbrunn e nella prima pubblica al Kärntnertor. Questo non è l’unico ruolo mozartiano che Aloysia portò in scena in questo periodo: fra il 1785 e il 1788 fu molte volte Konstanze ne Il ratto dal serraglio e nel 7 maggio 1788 fu la prima donna Anna viennese alla prima del Don Giovanni nella capitale imperiale.
Nel 1789, alla residenza del conte Eszterházy, cantò insieme ad Adamberger nell’oratorio Der Messias (Messiah) di Händel in una versione diretta e ristrumentata da Mozart stesso e nello stesso anno comparve anche nella Claudine von Villa Bella di Johann Friedrich Reichardt. Nel 1791, a Vienna, cantò all’ultima esibizione pubblica di Mozart, in un concerto dove il compisitore eseguì la prima assoluta del Concerto n.27 K.595 in si bemolle maggiore. Nello stesso anno inoltre, partecipò ad un concerto per la Tonkünstler-Sozietät (società dei musicisti) al Burgtheater, cantando un estratto della Fedra di Paisiello; un’occasione in cui si udì anche la Sinfonia n.40 K.550 in sol minore diretta da Antonio Salieri. Nel dicembre del 1794 cantò il ruolo di Sesto in un’esecuzione per beneficenza de La clemenza di Tito organizzata al Kärntnertor dalla vedova di Mozart, la sorella di Aloysia, Constanze e riprese nuovamente il ruolo l’anno seguente al Burgtheater. Sempre nel 1795 andò in tour con Constanze in Germania, esibendosi a Leipzig, Berlino e Dresda. A partire da tale anno, cessò di vivere con il marito Lange.
Trascorse la sua vecchiaia a Salisburgo, al fine di essere vicina alle sue sorelle superstiti Constanze e Sophie, che si erano trasferite lì.

## Rapporto con Mozart
Nel 1777, il ventunenne Mozart trascorse qualche tempo a Mannheim, dove aveva sperato (inutilmente) di trovare lavoro. Mozart iniziò così a dare lezioni di canto ad Aloysia, cosa che non deve sorprenderci se pensiamo che egli stesso era stato un abile soprano, istruito durante l’infanzia dal celebre castrato Giovanni Manzuoli. Mozart si era spesso esibito come cantante in pubblico fino ai tredici anni, età in cui probabilmente la pubertà gli impedì future esibizioni in queste vesti. Mozart era inoltre già un esperto compositore di opere, avendo oramai acquisito un’elevata competenza in materia dopo i suoi viaggi in Italia.
Quando Aloysia iniziò a studiare con lui, Mozart la ritenne già in possesso di un ottimo stile cantabile ma sentì che doveva ancora apprendere a padroneggiare appieno gli aspetti più virtuosistici del canto. A questo proposito, le prescrisse di cantare un certo numero di arie contenenti vari passaggi di bravura tratte da suoi precedenti lavori in Italia. Per stessa ammissione di Mozart, Aloysia si dimostrò un’ottima allieva e, soddisfatto dei suoi progressi, scrisse per lei il recitativo e aria K. 294 "Alcandro, lo confesso/Non sò, d'onde viene". Sempre nel periodo di Manheim fu pensata per Aloysia anche la spettacolare aria virtuosistica K.316/300 b. “Popoli di Tessaglia! – Io non chiedo, eterni Dei”, che prevede l’acutissima nota del sol sopracuto.
Nel corso del suo insegnamenti, Mozart si innamorò di M.lle Weber ed espresse il desiderio di sposarla, anche se non è chiara né l’effettiva serietà di questo intento né se il suo affetto fosse ricambiato.
Mozart lasciò Mannheim per diversi mesi per andare, senza successo, a Parigi, alla ricerca di lavoro. Sulla via del ritorno a Salisburgo passò per Monaco di Baviera, dove era ingaggiata Aloysia quale cantante sempre più di successo. Secondo il racconto di Georg Nikolaus Nissen nella biografia di Mozart scritta in collaborazione con la vedova Constanze, che sposò Nissen dopo la morte di Mozart, quest’ultimo e Aloysia ebbero un incontro piuttosto sgradevole; a fronte dell’indifferenza di Aloysia, che si comportava come se non lo conoscesse, Mozart si sedette al piano e cantò “Leck mir das Mensch im Arsch, das mich nicht will” (“Colei che non mi vuole può leccarmi il culo”)
Mozart stesso si trasferì poi a Vienna nel 1781 e, nello stesso anno, fu per un certo tempo inquilino in casa Weber. Il padre Fridolin infatti era morto nel 1779 e la madre di Aloysia, Cäcilia, provvedeva vitto e alloggio ai suoi ospiti per sbarcare il lunario. Mozart si innamorò della terza figlia, Constanze. Quando i due si sposarono nel 1782, Mozart divenne cognato di Aloysia. A quanto pare, se vi fu rancore, questo non durò a lungo, in quanto Mozart continuò a scrivere parecchia musica per lei. Dagli anni di Vienna infatti, oltre ai brani e ruoli menzionati in precedenza, ricordiamo anche l’aria per soprano, "Nehmt meinen Dank, ihr holden Gönner!", K. 383 e l’aria “Ah se in ciel", K. 538 (1788).

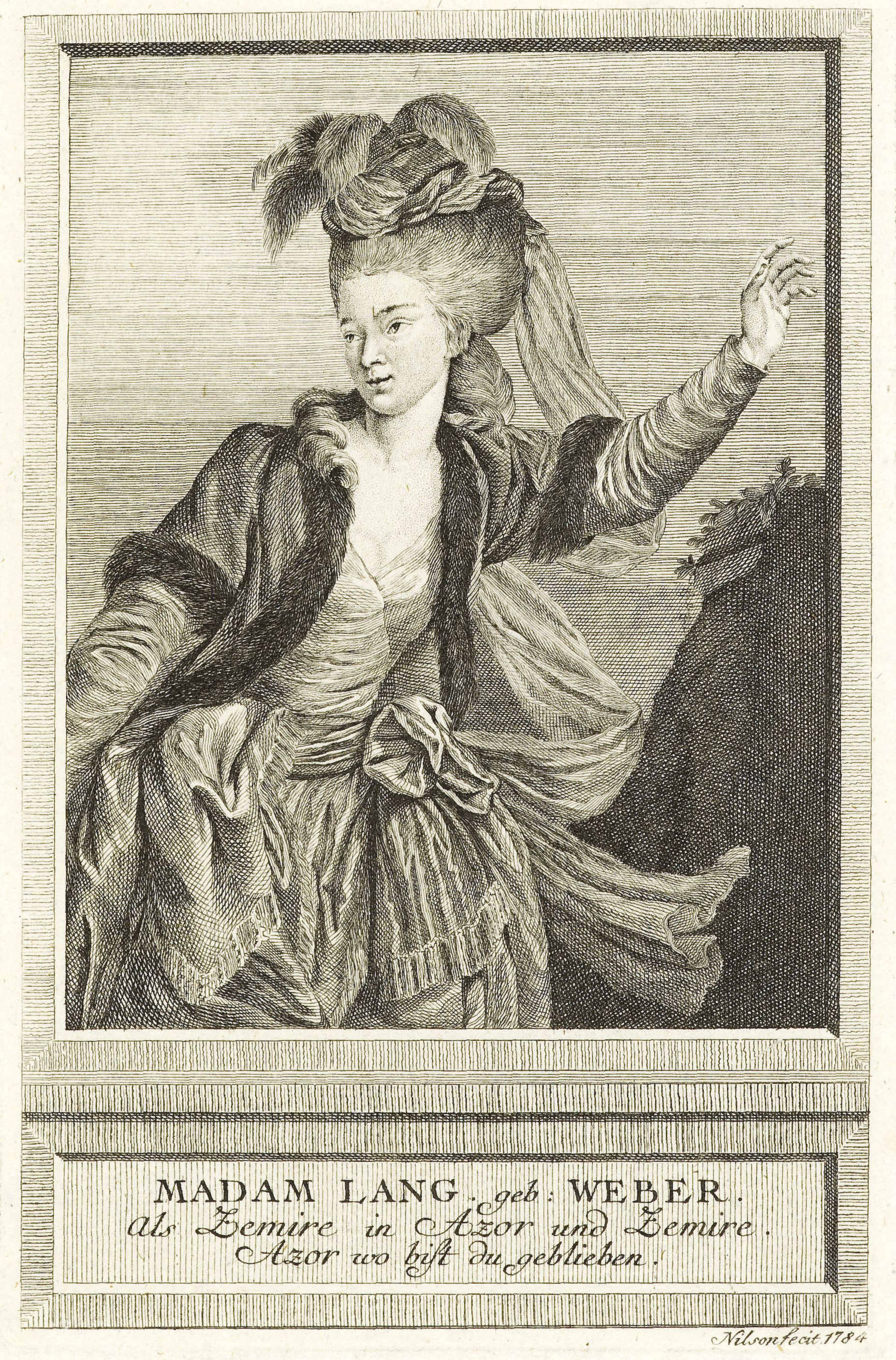
Aloysia in costume di scena, 1784